# Kasteel Rožmberk
Kasteel Rožmberk (Duits: Rosenberg) is een van de vele kastelen in de regio Zuid-Bohemen, in Tsjechië. Het kasteel ligt in de plaats Rožmberk nad Vltavou. Het is de oudste zetel van de Rožmberkové (Nederlands: Rosenbergs). Tijdens de renaissance is het kasteel omgebouwd tot kantoor. Tegenwoordig is het kasteel opengesteld voor bezoek; er worden rondleidingen gegeven.

## Ligging
Het kasteel ligt boven op een heuvel naast het dorpje Rožmberk nad Vltavou. Het heeft een soort natuurlijke slotgracht: de rivier de Moldau maakt er een natuurlijke bocht omheen en beslaat driekwart van de randen van de heuvel.